# Митлерес-Нордфрисланд (управление)
Митлерес-Нордфрисланд (нем. Mittleres Nordfriesland) — управление (амт) в Германии, земля Шлезвиг-Гольштейн, район Северная Фрисландия. Было образовано 1 апреля 2008 г. из территорий бывших управлений Бредштедт-Ланд и Штолльберг, а также города Бредштедт, в котором сейчас располагается администрация управления.

## Административное устройство
Управление Митлерес-Нордфрисланд состоит из следующих коммун (данные на 31 декабря 2018 года):
- Аренсхёфт (516 жителей)
- Альмдорф (543 жителя)
- Баргум (625 жителей)
- Бомштедт (753 жителя)
- Борделум (1976 жителей)
- Бредштедт, город (5436 жителей)
- Бреклум (2362 жителя)
- Гольдебек (357 жителей)
- Гольделунд (398 жителей)
- Дрельсдорф (1266 жителей)
- Зённебюлль (291 житель)
- Йольделунд (723 жителя)
- Колькерхайде (59 жителей)
- Лангенхорн (3242 жителя)
- Лютенхольм (315 жителей)
- Окхольм (301 житель)
- Фолльштедт (184 жителя)
- Хёгель (462 жителя)
- Штруккум (1005 жителей)